# Matouba
Pour les articles homonymes, voir Matouba (marque).
Matouba est un village français situé sur la commune de Saint-Claude, en Guadeloupe. Ce site est célèbre d'un point de vue historique avec la mort de Louis Delgrès, économique avec sa source d'eau naturelle puisée à 742 m d'altitude dans le parc national de la Guadeloupe protégé de toute pollution, et touristique avec le saut de Matouba et le départ de différents « traces » de randonnée.

## Histoire

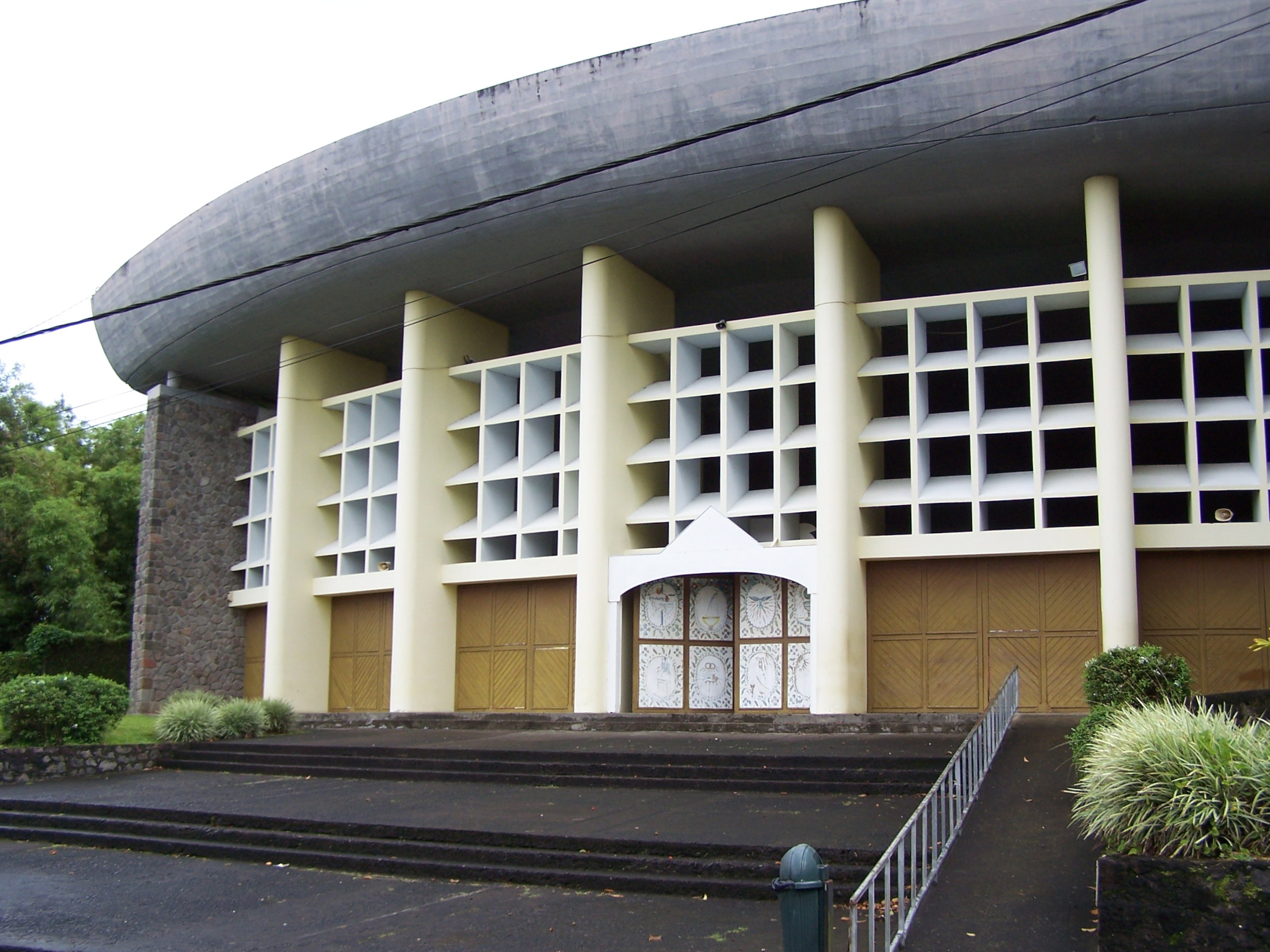
La chapelle du Vœu-de-Matouba

Matouba est le lieu où s'est déroulé un haut-fait de l'abolition de l'esclavagisme. Le commandant Louis Delgrès, à la tête de trois cents hommes, femmes et enfants, résiste et finit par s'y retrancher à l'habitation d'Anglemont où, le 28 mai 1802, il préfére se sacrifier avec ses hommes en faisant exploser leur retranchement plutôt que se rendre. Les survivants seront exécutés. Parmi eux, Solitude, une femme enceinte, est arrêtée, condamnée à mort et emprisonnée jusqu'à son accouchement. Elle est pendue le 29 novembre 1802, le lendemain de son accouchement. Une stèle commémorative rappelle ces événements.
Matouba devient dès le milieu du XIXe siècle le lieu de résidence privilégié des notables et hauts fonctionnaires du fait de son climat plus frais en altitude et de l'absence de moustiques, vecteurs de maladies tropicales (fièvre jaune, dengue, paludisme)[réf. nécessaire].
À la suite d'une activité volcanique de la Soufrière en 1956, les habitants de Matouba, inquiets, s'engagèrent à construire un édifice religieux sur les pentes du volcan. Grâce aux dons, la chapelle du Vœu-de-Matouba (rattachée à la paroisse de l'église Saint-Augustin) est donc construite à proximité à partir de mai 1959, inaugurée le 21 janvier 1960 par Jean Gay, l'évêque du diocèse de Basse-Terre et Pointe-à-Pitre, et dédiée « au vœu de 1956 » le 21 janvier 1962.

## L'eau de Matouba
Matouba bénéficie d'une usine moderne d'embouteillage d'eau de source, l'eau Matouba, nichée en pleine montagne. Cette eau est captée à 742 m d'altitude à la source Roudelette. Son point de captage se situe sur la zone protégée du parc naturel de Saint-Claude, loin de toute agglomération et pollution. L'usine possède un laboratoire interne où sont réalisés les contrôles des propriétés organoleptiques, physico-chimiques et microbiologiques. L'eau de source Matouba est commercialisée dans la Caraïbe. Elle possède une gamme variée de produits en plus de l'eau plate: eau pétillante, eau aromatisée et du thé.

## Randonnée
À proximité de la Maison forestière à Grand Matouba (située à 677 m d'altitude) se trouve le départ de la trace Victor Hugues, qui s'enfonce dans le parc national de la Guadeloupe, à travers la forêt humide et luxuriante, vers les mornes Grande Découverte (1 263 m), du Col (1 281 m) et Carmichaël (1 414 m). Le dénivelé est important et la promenade assez difficile. Par temps pluvieux, le franchissement des ravines alimentant la Rivière Rouge peut s'avérer compliqué, voire impossible.

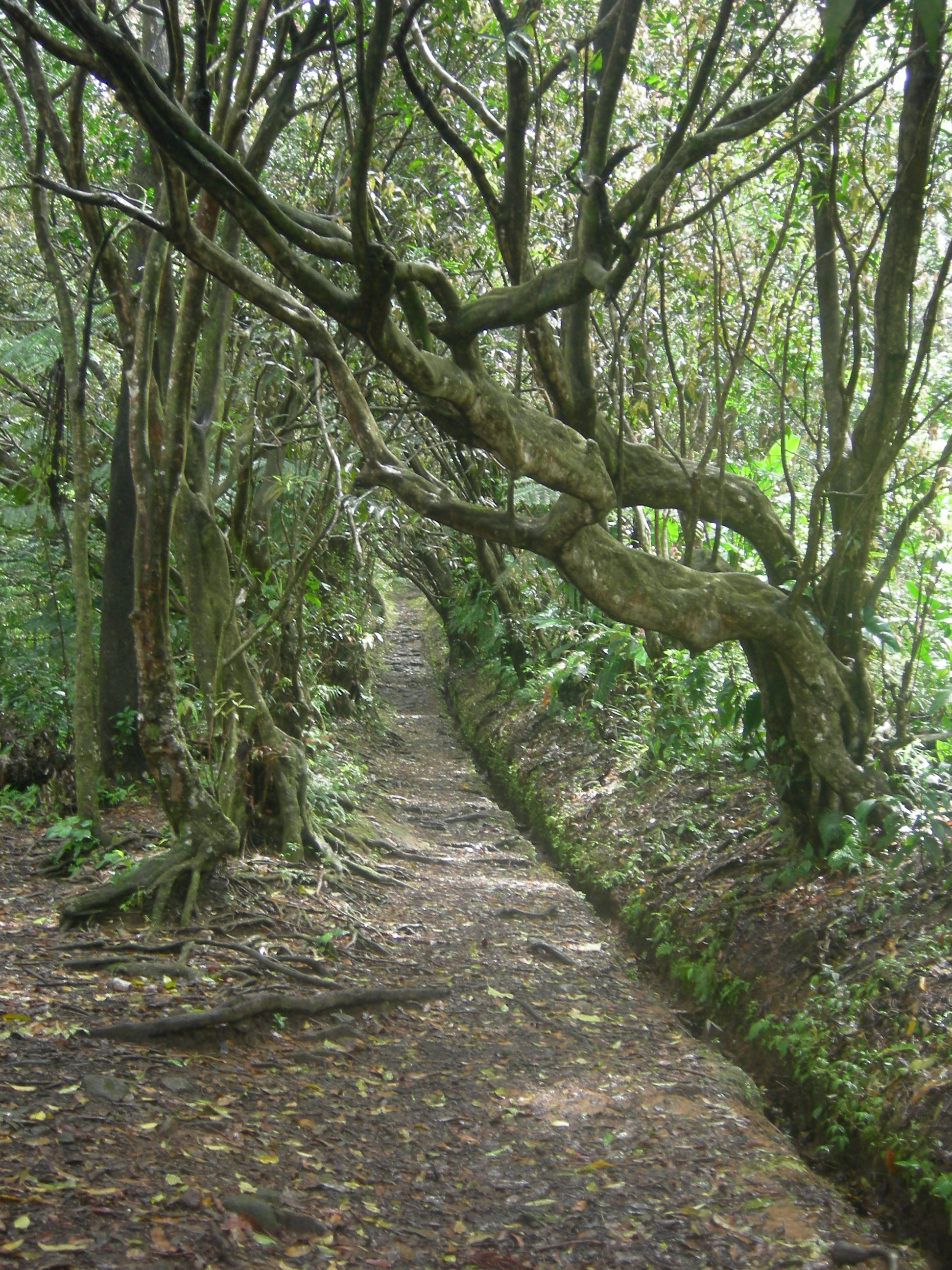
Départ de la trace Victor-Hugues à Grand Matouba en 2008.
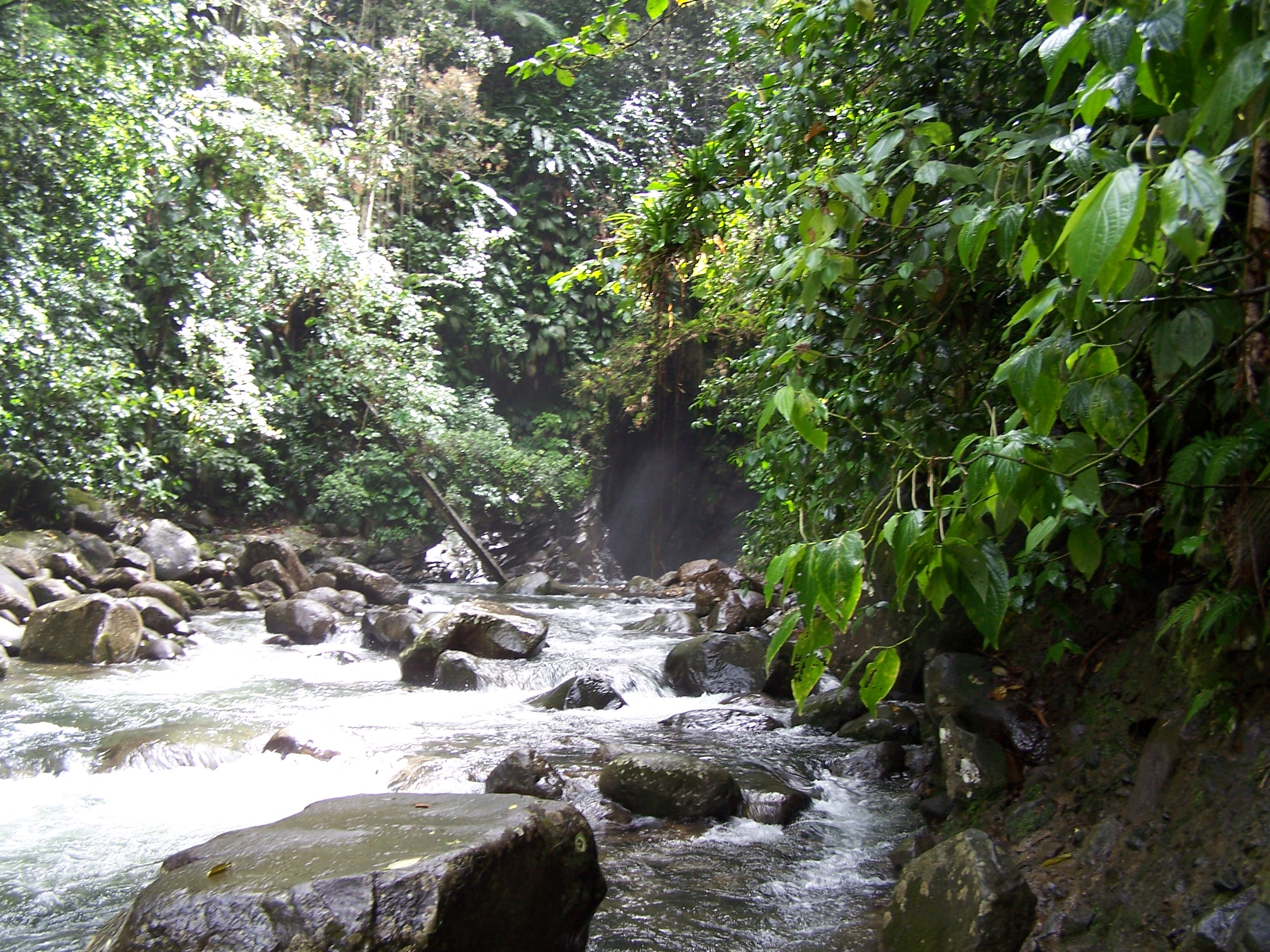
La rivière des Pères vers le saut de Matouba.

## Lieux et monuments
- Église du Vœu-de-matouba
- Monument à Louis Delgrès

## Enseignement
École primaire publique
Collège public du secteur à Saint-Claude.